# Gabriela Ricca
Gabriela Ricca (Los Ucles, provincia de Córdoba; 26 de febrero de 1987) es una exfutbolista profesional argentina.

## Trayectoria
Inició su carrera jugando de delantera en MEDEA mientras estudiaba el profesorado de educación física. En ese momento, solo disputaba torneos nacionales ya que no existía un torneo femenino oficial.
En 2012 pasó a Belgrano, donde fue goledora y campeona de una Cordoba Cup.
Mientras jugaba en el celeste sufrió dos lesiones ligamentarias en 2012 y 2015, lesiones que le impidieron continuar su carreta como futbolista durante dos años, en los que trabajó en un área administrativa del club. 
Luego de su recuperación, se sumó a General Paz Juniors como mediocampista y consiguió un subcampeonato, escoltando justamente a Belgrano.
En 2019 regresó a Belgrano y, tras la partida de las dos arqueras titulares, se ofreció para ser la arquera titular y se consolidó en el plantel en esa posición. 
Con el 2021 llegó la primera vez de un club cordobés en campeonatos de AFA. Belgrano ganó de punta a punta ese torneo y en la quinta fecha marcó un gol de penal en la vistoria por 15 a 0 frante a Los Andes, siendo la primera arquera de un club cordobés en hacer un gol en una competencia de AFA.   
Formó asimismo parte del plantel que ascendió a la Primera División el año siguiente y también del plantel que fue subcampeón en 2023 y que actualmente compite en Primera División A. 
En 2025, tras disputar la Copa Federal, anunció su retiro en sus redes sociales tras más de una década en el club. 